# Placówka Straży Granicznej I linii „Piekary Śląskie”
Placówka Straży Granicznej I linii „Piekary Śląskie” – jednostka organizacyjna Straży Granicznej pełniąca służbę ochronną na granicy polsko-niemieckiej w okresie międzywojennym.

## Geneza
Na wniosek Ministerstwa Skarbu, uchwałą z 10 marca 1920 roku, powołano do życia Straż Celną. Od połowy 1921 roku jednostki Straży Celnej rozpoczęły przejmowanie odcinków granicy od pododdziałów Batalionów Celnych. Proces tworzenia Straży Celnej trwał do końca 1922 roku. 
Objęcie granicy na Śląsku przez Straż Celną nastąpiło 16 czerwca 1922 roku. W Tarnowskich Górach utworzony został komisariat Straży Celnej. W ramach komisariatu powołano placówka Straży Celnej  „Szarlej”. W ramach komisariatu Straży Celnej „Królewska Huta” powstała placówka Straży Celnej „Biały Szarlej”.
Z dniem 15 stycznia 1928 roku, w ramach Inspektoratu SC w Piaśnikach, powołany został komisariat Straży Celnej „Dąbrówka Wielka”. Przejął on z rozwiązywanego komisariatu „Łagiewniki” placówki: „Biały Szarlej” i „Maciejkowice”. Z komisariatu SC Tarnowskie Góry przejął on placówki Straży Celnej: „Buchacz” i „Szarlej”. 

## Formowanie i zmiany organizacyjne
Rozporządzeniem Prezydenta Rzeczypospolitej Polskiej Ignacego Mościckiego z 22 marca 1928 roku, do ochrony północnej, zachodniej i południowej granicy państwa, a w szczególności do ich ochrony celnej, powoływano z dniem 2 kwietnia 1928 roku  Straż Graniczną.
Rozkazem nr 4 z 30 kwietnia 1928 roku w sprawie organizacji Śląskiego Inspektoratu Okręgowego dowódca Straży Granicznej gen. bryg. Stefan Pasławski określił strukturę organizacyjną komisariatu SG „Kamień”. Placówka Straży Granicznej I linii „Szarlej” znalazła się w jego strukturze.
Rozkazem nr 1 z 27 marca 1936 roku  w sprawach [...] zmian w niektórych inspektoratach okręgowych, Komendant Straży Granicznej płk Jan Jur-Gorzechowski zmienił nazwę komisariatu i placówki I linii na „Piekary Ślaskie”.

## Służba graniczna
Lokal placówki mieścił się początkowo w Szarleju w budynku kopalnianym na rogu ulic Radzionkowskiej i Piekarskiej, w 1930 przeniesiono go do folwarku Nowy Szarlej (Kocie Górki), a potem kwaterowała w Piekarach przy ulicy Piekarskiej 22.
Sąsiednie placówki
- placówka Straży Granicznej I linii „Buchacz” ⇔ placówka Straży Granicznej I linii „Brzeziny” − 1928[8]

## Kierownicy/dowódcy placówki
| stopień            | imię i nazwisko         | okres pełnienia służby | kolejne stanowisko |
| ------------------ | ----------------------- | ---------------------- | ------------------ |
| przodownik         | Leopold Kołodziejski    | 15 I 1928 – 5 VII 1928 |                    |
| starszy strażnik   | Stefan Staśkiewicz      | 5 VII 1928 – 8 V 1930  |                    |
| starszy przodownik | Stanisław Gojawiczyński | 8 V 1930 – 1 XI 1930   |                    |
| starszy strażnik   | Stefan Staśkiewicz      | 1 XI 1930 – 3 VII 1931 |                    |
| przodownik         | Józef Glanc             | 3 VII 1931 – 16 X 1933 |                    |
| starszy strażnik   | Stefan Staśkiewicz      | 16 X 1933 – 8 X 1934?  |                    |
| przodownik         | Wincenty Walke          | 15 I 1934 –            |                    |
| starszy strażnik   | Tadeusz Klimowski       | 8 X 1934 – 12 III 1935 |                    |
| przodownik         | Edward Kiełbus          | 12 III 1935 –          |                    |